# Schistura bairdi
Schistura bairdi és una espècie de peix de la família dels balitòrids i de l'ordre dels cipriniformes.

## Morfologia
Els mascles poden assolir els 3,2 cm de longitud total.

## Distribució geogràfica
Es troba a la conca del Mekong al sud de Laos.

## Amenaces
Les seues principals amenaces són la construcció de grans preses i dics a Cambodja i Laos, la qual cosa comportaria un canvi en el cabal dels rius i una acceleració de la sedimentació.